# 日本の大学一覧
日本の大学一覧（にほんのだいがくいちらん）は、日本における大学（大学院のみの大学である大学院大学を含む）の一覧。2022年5月1日時点、国立大学86校、公立大学99校、私立大学607校、合計792校の大学がある。
本項では、大学のほか、専門職大学、省庁大学校、認定専攻科及び国際連合大学についても取り扱う。短期大学については日本の短期大学一覧を参照。

## 五十音順の一覧
- 日本の大学一覧 (五十音順)

## 学校種別別の一覧
- 日本の国立大学一覧
- 日本の公立大学一覧
- 日本の私立大学一覧
- 大学院大学#日本の大学院大学の一覧
- 日本の専門職大学一覧
- 省庁大学校
- 外国大学の日本校

## 地域別の大学一覧
- 東日本の大学一覧 - 中部地方以東
- 西日本の大学一覧 - 近畿地方以西

## 分野別の大学一覧
- 医科大学
- 歯科大学
- 薬科大学
- 獣医科大学
- 看護師等養成課程を持つ日本の大学一覧
- 工業大学#日本の工業大学・工科大学一覧
- 商業大学#日本の商業大学の一覧
- 農業大学#日本の農業大学
- 芸術大学
  - 美術学校#日本の美術学校
  - 音楽大学#日本の音楽系大学一覧

## 開設予定の大学一覧
開設計画と準備が進められ、大学設置・学校法人審議会が設置認可を可とする判定に至ったもの。
2025年度の開学を予定 
- 東京経営大学
- 教育テック大学院大学
- ZEN大学

## 認定専攻科
認定専攻科は短期大学および高等専門学校の専攻科のうち、大学改革支援・学位授与機構が本科と併せて大学に相当する教育を行うものと認定したものである。

## 国際連合大学
日本の東京都に本部を置くが、日本の学校教育法上の「大学」ではない。国連大学憲章によって修士及び博士の学位が授与できることになっており、それらの学位は日本においても、学校教育法上の大学が授与したものに準じて扱われる。

## 大学の改名
改名した大学。右側に現名称を記す。旧帝国大学は除く。旧帝国大学については「帝国大学」の記事を参照。

### あ行
- 愛知学芸大学 → 愛知教育大学 (1966年改称)
- 愛知県立女子大学 → 愛知県立大学 (1966年改称)
- 愛知女子大学 → 安城学園大学 (1968年改称) → 愛知学泉大学 (1982年改称)
- 秋田経済大学 → 秋田経済法科大学 (1983年改称) → ノースアジア大学 (2007年改称)
- 麻布獣医科大学 → 麻布大学 (1980年改称)
- 浅井学園大学 (旧・北海道浅井学園大学) → 北翔大学 (2007年改称)
- 足利工業大学 → 足利大学 (2018年改称)
- 幾徳工業大学 → 神奈川工科大学 (1988年改称)
- 市邨学園大学 → 名古屋経済大学 (1983年改称)
- いわき明星大学 → 医療創生大学 (2019年改称)
- 奥州大学 → 富士大学 (1976年改称)
- 大分工業大学 → 日本文理大学 (1982年改称)
- 大阪学芸大学 → 大阪教育大学 (1967年改称)
- 大阪交通大学 → 大阪産業大学 (1965年改称)
- 大阪城東大学 → 大阪商業大学 (1952年改称)
- 大阪女子医科大学 → 関西医科大学 (1954年改称)
- 大阪明浄大学 → 大阪観光大学 (2006年改称)
- 大谷女子大学 → 大阪大谷大学 (2006年改称)
- 大手前女子大学 → 大手前大学 (2000年改称)
- 尾道大学 → 尾道市立大学 (2012年改称)

### か行
- 鹿児島経済大学 → 鹿児島国際大学 (2000年改称)
- 鹿児島純心女子大学 → 鹿児島純心大学（2023年改称）
- 鹿児島女子大学 → 志學館大学 (1999年改称)
- 金沢経済大学 → 金沢星稜大学 (2002年改称)
- 金沢女子大学 → 金沢学院大学 (1995年改称)
- 関西鍼灸大学 → 関西医療大学 (2007年改称)
- 北九州外国語大学 → 北九州大学 (1953年改称) → 北九州市立大学 (2001年改称)
- 北日本学院大学 → 旭川大学 (1970年改称) → 旭川市立大学 (2023年公立大学改組・改称)
- 岐阜医工科大学 → 岐阜県立大学 (1950年改称)
- 岐阜経済大学 → 岐阜協立大学 (2019年改称)
- 岐阜歯科大学 → 朝日大学 (1985年改称)
- 九州学院大学 → 第一工業大学 (1985年改称)
- 九州商科大学 → 九州産業大学 (1963年改称)
- 京都学園大学 → 京都先端科学大学 (2019年改称)
- 近畿福祉大学 → 近畿医療福祉大学 (2008年改称) → 神戸医療福祉大学 (2013年改称)
- 近大姫路大学 → 姫路大学 (2016年改称)
- 京都学芸大学 → 京都教育大学 (1966年改称)
- 京都嵯峨芸術大学 → 嵯峨美術大学 (2017年改称)
- 京都市立美術大学 → 京都市立芸術大学 (1969年改称)
- 京都造形芸術大学 → 京都芸術大学 (2020年改称)
- 京都創成大学 → 成美大学 (2010年改称) → 福知山公立大学 (2016年公立大学改組・改称)
- 京都橘女子大学 → 京都橘大学 (2005年改称)
- 熊本工業大学 → 崇城大学 (2000年改称)
- 熊本商科大学 → 熊本学園大学 (1994年改称)
- 熊本女子大学 → 熊本県立大学 (1994年改称)
- 呉大学 → 広島文化学園大学 (2009年改称)
- 群馬社会福祉大学 → 群馬医療福祉大学 (2010年改称)
- 京浜女子大学 → 鎌倉女子大学 (1989年改称)
- 興亜工業大学 → 千葉工業大学 (1946年改称)
- 光華女子大学 → 京都光華女子大学 (2001年改称)
- 神戸医療福祉大学 → 神戸医療未来大学 (2022年改称)
- 神戸女子薬科大学 → 神戸薬科大学 (1994年改称)
- 紅陵大学 → 拓殖大学 (1952年改称)
- 国際商科大学 → 東京国際大学 (1986年改称)

### さ行
- 西京大学 → 京都府立大学 (1959年改称)
- 佐賀家政大学 → 西九州大学 (1974年改称)
- 相模工業大学 → 湘南工科大学 (1990年改称)
- 作陽学園大学 → 作陽音楽大学 (1968年改称) → くらしき作陽大学 (1997年改称)
- 札幌商科大学 → 札幌学院大学 (1984年改称)
- 産業技術大学院大学 → 東京都立産業技術大学院大学 (2020年改称)
- 産業能率大学 → 産能大学 (1989年改称) → 産業能率大学 (2006年改称)
- 滋慶医療科学大学院大学 → 滋慶医療科学大学 (2021年改称)
- 四国女子大学 → 四国大学 (1992年改称)
- 静岡女子大学 → 静岡県立大学 (1990年改称)
- 四天王寺女子大学 → 四天王寺国際仏教大学 (1981年改称) → 四天王寺大学 (2008年改称)
- 社会情報大学院大学 → 社会構想大学院大学 (2022年改称)
- 首都大学東京 → 東京都立大学 (2020年改称)
- 順心会看護医療大学 → 関西看護医療大学 (2008年改称)
- 松蔭女子大学 → 松蔭大学 (2004年改称)
- 就実女子大学 → 就実大学 (2003年改称)
- 松蔭女子学院大学 → 神戸松蔭女子学院大学 (1995年改称)
- 城西歯科大学 → 明海大学 (1988年改称)
- 聖徳学園岐阜教育大学 → 岐阜聖徳学園大学 (1998年改称)
- 昭和医科大学 → 昭和大学 (1964年改称)
- 昭和女子薬科大学 → 昭和薬科大学 (1950年改称)
- 神宮皇學館大學 (1946年廃校) → 皇學館大学 (1962年再興)
- 親和女子大学 → 神戸親和女子大学 (1994年改称) → 神戸親和大学 (2023年改称)
- 杉野学園女子大学 → 杉野女子大学 (1965年改称) → 杉野服飾大学 (2002年改称)
- 鈴鹿医療科学技術大学 → 鈴鹿医療科学大学 (1998年改称)
- 鈴鹿国際大学 → 鈴鹿大学 (2015年改称)
- 諏訪東京理科大学 → 公立諏訪東京理科大学 (2018年公立移管・改称)
- 聖カタリナ女子大学 → 聖カタリナ大学 (2004年改称)
- 静修女子大学 → 札幌国際大学 (1997年改称)
- 成美大学 → 福知山公立大学 (2016年公立移管・改称)
- 聖隷クリストファー看護大学 → 聖隷クリストファー大学 (2002年改称)
- 聖路加看護大学 → 聖路加国際大学 (2014年改称)
- 摂南工業大学 → 大阪工業大学 (1949年改称)
- 洗足学園大学 → 洗足学園音楽大学 (2003年改称)
- 相愛女子大学 → 相愛大学 (1982年改称)

### た行
- 第一経済大学 → 福岡経済大学 (2007年改称) → 日本経済大学 (2010年改称)
- 第一工業大学 → 第一工科大学 (2021年改称)
- 第一福祉大学 → 福岡医療福祉大学 (2008年改称)
- 大同工業大学 → 大同大学 (2009年改称)
- 高千穂商科大学 → 高千穂大学 (2001年改称)
- 橘女子大学 → 京都橘女子大学 → 京都橘大学 (2005年改称)
- 千歳科学技術大学 → 公立千歳科学技術大学 (2019年公立大学改組・改称)
- 千葉敬愛経済大学 → 敬愛大学 (1988年改称)
- 中京女子大学 → 至学館大学 (2010年改称)
- 中部工業大学 → 中部大学 (1984年改称)
- 鶴見女子大学 → 鶴見大学 (1973年改称)
- 帝京技術科学大学 → 帝京平成大学 (1995年改称)
- 帝国女子大学 → 大阪国際女子大学 (1992年改称) → 大阪国際大学 (2002年改称)
- デジタルハリウッド大学院大学 → デジタルハリウッド大学 (2005年学部設置・改称)
- 東亜共立大学 → 東和大学 (1966年改称)
- 桐蔭学園横浜大学 → 桐蔭横浜大学 (1997年改称)
- 東海女子大学 → 東海学院大学 (2007年改称)
- 東海同朋大学 → 同朋大学 (1959年改称)
- 東京家政学院筑波女子大学 → 筑波学院大学 (2005年改称)
- 東京写真大学 → 東京工芸大学 (1977年改称)
- 東京純心女子大学 → 東京純心大学 (2015年改称)
- 東京商科大学 → 東京産業大学 (1944年改称) → 東京商科大学 (1947年改称) → 一橋大学 (1949年改称)
- 東京文科大学 → 二松学舎大学 (1953年改称)
- 東京文政大学 → 文政大学 (1951年改称) → 大東文化大学 (1953年改称)
- 東都医療大学 → 東都大学 (2019年改称)
- 道都大学 → 星槎道都大学 (2017年改称)
- 東邦学園大学 → 愛知東邦大学 (2007年改称)
- 東北薬科大学 → 東北医科薬科大学 (2016年改称)
- 東北歯科大学 → 奥羽大学 (1989年改称)
- 東北女子大学 → 柴田学園大学 (2021年改称)
- 東洋医科大学 → 聖マリアンナ医科大学 (1973年改称)
- 東洋音楽大学 → 東京音楽大学 (1969年改称)
- 東洋協会大学 → 拓殖大学 (1926年改称) → 紅陵大学 (1946年改称) → 拓殖大学 (1952年改称)
- 徳島女子大学 → 徳島文理大学 (1972年改称)
- 徳山大学 → 周南公立大学 (2022年改称)
- 常葉学園大学 → 常葉大学 (2013年改称)
- 鳥取環境大学 → 公立鳥取環境大学 (2012年公立大学改組・改称)
- 苫小牧駒澤大学 → 北洋大学 (2021年改称)

### な行
- 長崎ウエスレヤン大学 → 鎮西学院大学 (2021年改称)
- 長崎県立国際経済大学 → 長崎県立大学 (1991年改称)
- 長崎造船大学 → 長崎総合科学大学 (1978年改称)
- 名古屋造形芸術大学 → 名古屋造形大学 (2008年改称)
- 名古屋電気大学 → 愛知工業大学 (1960年改称)
- 名古屋保健衛生大学 → 藤田学園保健衛生大学 (1984年改称) → 藤田保健衛生大学 (1991年改称) → 藤田医科大学 (2018年改称)
- 名古屋薬科大学 → 名古屋市立大学 (1950年改称)
- 那須大学 → 宇都宮共和大学 (2006年改称)
- 浪速芸術大学 → 大阪芸術大学 (1966年改称)
- 奈良学芸大学 → 奈良教育大学 (1966年改称)
- 奈良県立商科大学 → 奈良県立大学 (2001年改称)
- 奈良産業大学 → 奈良学園大学 (2014年改称)
- 新潟リハビリテーション大学院大学 → 新潟リハビリテーション大学 (2010年学部設置・改称)
- 西東京科学大学 → 帝京科学大学 (1996年改称)
- 日本獣医畜産大学 → 日本獣医生命科学大学 (2006年改称)
- 日本橋学館大学 → 開智国際大学 (2015年改称)
- 日本ルーテル神学大学 → ルーテル学院大学 (1996年改称)
- ノートルダム女子大学 → 京都ノートルダム女子大学 (1999年改称)

### は行
- 梅光女学院大学 → 梅光学院大学 (2001年改称)
- 萩国際大学 → 山口福祉文化大学 (2007年改称)→至誠館大学 (2014年改称)
- 東日本学園大学 → 北海道医療大学 (1994年改称)
- ビジネス・ブレークスルー大学院大学 → ビジネス・ブレークスルー大学 (2010年学部設置・改称)
- 広島商科大学 → 広島修道大学 (1973年改称)
- 広島女子大学 → 県立広島女子大学 (2000年改称)
- 広島電機大学 → 広島国際学院大学 (1999年改称)
- 広島文教女子大学 → 広島文教大学 (2019年改称)
- プール学院大学 → 桃山学院教育大学 (2018年改称)
- 福岡学芸大学 → 福岡教育大学 (1966年改称)
- 福岡経済大学 → 日本経済大学 (2010年改称)
- 福岡電波学園電子工業大学 → 福岡工業大学 (1966年改称)
- 福岡商科大学 → 福岡大学 (1956年改称)
- 藤田学園保健衛生大学 (旧・名古屋保健衛生大学) → 藤田保健衛生大学 (1991年改称) → 藤田医科大学 (2018年改称)
- 文化女子大学 → 文化学園大学 (2011年改称)
- 文京女子大学 → 文京学院大学 (2002年改称)
- 文政大学 (旧・東京文政大学) → 大東文化大学 (1953年改称)
- 別府女子大学 → 別府大学 (1954年改称)
- 北海学園北見大学 → 北海商科大学 (2006年改称)
- 北海道学芸大学 → 北海道教育大学 (1966年改称)
- 北海道工業大学 → 北海道科学大学 (2014年改称)
- 北海道女子大学 → 北海道浅井学園大学 (2000年改称) → 浅井学園大学 (2005年改称) → 北翔大学 (2007年改称)
- 本州大学 → 長野大学 (1974年改称)

### ま行
- 松山商科大学 → 松山大学 (1989年改称)
- 三島学園女子大学 → 東北生活文化大学 (1987年改称)
- 南大阪大学 → 太成学院大学 (2003年改称)
- 美作女子大学 → 美作大学 (2003年改称)
- 武蔵工業大学 → 東京都市大学 (2009年改称)
- 武蔵野女子大学 → 武蔵野大学 (2003年改称)
- 明治鍼灸大学 → 明治国際医療大学 (2008年改称)

### や行
- 八代学院大学 → 神戸国際大学 (1992年改称)
- 八千代国際大学 → 秀明大学 (1998年改称)
- 八幡大学 → 九州国際大学 (1989年改称)
- 山口女子大学 → 山口県立大学 (1996年改称)
- 山口東京理科大学 → 山陽小野田市立山口東京理科大学 (2016年公立大学改組・改称)
- ヤマザキ学園大学 → ヤマザキ動物看護大学 (2018年改称)

### ら行
- 立正女子大学 → 文教大学 (1976年改称)
- LEC東京リーガルマインド大学 → LEC東京リーガルマインド大学院大学 (2013年学部廃止・改称)

### わ行
- 稚内北星学園大学 → 育英館大学 (2022年改称)